# Agárdi Szilvia
Agárdi Szilvia (Zalaegerszeg, 1995 –) magyar énekes, közgazdász, esélyegyenlőségi aktivista, modell. A 2012-es The Voice – Magyarország hangja döntőse, az Eurovíziós Dalfesztivál magyar nemzeti válogatójának résztvevője 2013-ban és 2016-ban, valamint 2023-ban megnyerte a Csináljuk a fesztivált! című zenés show-műsor nyolcadik évadát.

## Életpályája
Koraszülöttként jött a világra, szeme, látása nem tudott megfelelően kifejlődni, születése óta látássérült. Bal szemének teljes vaksága mellett a jobbon volt 9% látásmaradványa, de 2021 áprilisáig ezt is elvesztette.
Nyolc éves korától népdalversenyeken indult, melyek közül sokat meg is nyert.
Közgazdasági szakközépiskolába járt Keszthelyre, ahol marketinget tanult, 2019-ben a Budapesti Metropolitan Egyetemen diplomát szerzett közgazdász emberi erőforrások tagozatán HR szakon.
2013-ban a The Voice – Magyarország hangja tehetségkutató műsor döntőse lett, ezt követően Pál Dénessel duettet énekelve indultak a A Dal 2013 című műsorban, a Szíveddel láss című dallal, mellyel a verseny döntőjéig jutottak el.
Azóta Szilvia szólóban folytatja munkáját, Aranyharang díjat kapott. 2014-15-ben a Vodafone Főállású angyalává választották, interaktív előadásokat tartott országszerte.
2015-ben Krakkóban a Nemzetközi dalfesztiválon elhozta az első helyezést az It Is Love című dalával, majd 2016-ban ismét bejutott A Dal című műsorba.
2021-ben az Origami Bikini katalógus modellévé választották.
2023. február 4-én Gábor S. Pál és Szenes Iván Úgy szeretném meghálálni című dalával megnyerte a Csináljuk a fesztivált! című zenés show-műsor nyolcadik évadát. Áprilisban a Cziffra György Fesztivál keretein belül megrendezett Kovács Kati és Balázs János koncert sztárvendége volt, ahol a Kossuth-díjas énekesnővel még duettet is énekelt.

## Elismerések
- Aranyharang-díj (2012)
- Csináljuk a fesztivált! – Előadói díj (2023)
- Szenes Iván-díj (2023)

## Diszkográfia

### Dalok
- 2013 – Szíveddel láss (duett Pál Dénessel)
- 2013 – A boldogságod megtalál (első önálló dala)
- 2013 – Amit Látsz
- 2014 – Sose Add Fel!
- 2014 – Boldogan élj (Weisz Fannival és Gitanóval)
- 2015 – It Is Love
- 2021 – Hajnali fény (duett Majkával)
- 2023 – Úgy hív
- 2023 – Álmodnék még

## Tévéműsorok
- The Voice – Magyarország hangja (2012–2013)
- A Dal (2013)
- Család-barát Extra (2014)
- Heti Napló Sváby Andrással (2022)
- Csináljuk a fesztivált! (2022–2023)